# Electro (Marvel Comics)
Electro, alto-ego de Maxwell Dillon, é um vilão do Homem-Aranha que aparecem nas histórias em quadrinhos publicadas pela Marvel Comics. Maxwell Dillon, o primeiro Electro, é um inimigo do Homem-Aranha, que ganhou a habilidade de controlar a eletricidade depois de ser atingido por um raio enquanto trabalhava em uma linha de energia. Electro desde então se tornou um dos adversários mais duradouros do Homem-Aranha tornando-se parte da equipe desonesta conhecido como O Sexteto Sinistro.
O personagem apareceu em inúmeros desenhos e video games do Homem-Aranha e fez sua estreia cinematográfica em 2014 com The Amazing Spider-Man 2, interpretado pelo ator Jamie Foxx. Em 2009, ele foi classificado como 87.º Maior Vilão de Quadrinhos de Todos os Tempos pela IGN.

## Biografia ficcional do personagem

### Passado
Max Dillon era filho de Annita e Jonattan Dillon.
Seu pai vivia sem emprego, e muito cedo, abandonou Max e sua mãe. Max foi criado por sua mãe, que era super protetora, e não deixava seu filho alçar voos mais altos.
Max adorava eletricidade, e sua mãe sempre dizia "Se gosta de eletricidade, vá trabalhar na companhia elétrica." Ele o fez, e em pouco tempo, subiu na companhia.
Sua mãe morreu quando ele tinha 24 anos.
Certa vez, um colega de trabalho de Dillon se encrencou em um poste de luz. Dillon era o melhor eletricista da companhia, e foi chamado por seu chefe para resgatar o homem.
Seu chefe lhe ofereceu um bom aumento de salário se ele tirasse o homem do poste. O trabalhador foi resgatado com sucesso, mas Dillon tinha que consertar o poste. Durante o conserto, Dillon foi atingido por um raio, mas saiu do poste aparentemente ileso.
Ele descobriu seus poderes, e logo se tornou um criminoso.

### Carreira Criminosa
Em seu primeiro assalto, ele usou eletricidade para escalar uma parede. Não foi difícil imaginar porque J. Jonah Jameson (o editor do Clarim Diário) pensou que Electro e Homem-Aranha fossem a mesma pessoa.
Mais uma vez, Jameson estava errado, e isso foi provado pelas fotos de Peter Parker.
Sem conseguir vencer o Homem-Aranha por si próprio, Max passou a fazer parte de grupos de vilões, o primeiro deles foi o Sexteto Sinistro. No grupo estavam além dele Mystério, Homem-Areia, Kraven, o Caçador, o Abutre e o líder do grupo, Doutor Octopus. Ao tentarem enfrentar o Homem-Aranha, todos os seis foram derrotados pelo Cabeça de Teia.
Algum tempo depois, na esperança de manchar a reputação do Homem-Aranha, J. Jonah Jameson começou a contratar Max para acabar de vez com o Homem-Aranha. Para isso, Max enfrentou o herói em rede nacional, e como nas outras vezes foi derrotado, mas sua derrota foi assistida por milhões de pessoas. Cansado de sofrer tantas derrotas, Max tentou absorver a energia de toda a cidade de Nova York, contudo o processo quase o matou.
Conforme o tempo foi passando, os poderes de Electro começaram a se tornar instáveis. Chantageando Dexter Bannet, Max consegue dinheiro e seus poderes são ampliados. Ele ataca o Clarim e destrói o lugar antes de ser derrotado pelo Homem-Aranha novamente.

## Poderes e Habilidades
Electro é um ótimo eletricista e é bastante eficiente com aparelhos eletrônicos.
Seus poderes são a partir de eletricidade.
Seu corpo está sempre gerando uma corrente de bio eletricidade. Ele pode converter essas correntes em rajadas elétricas bastante poderosas.
Por ter seu corpo sempre elétrico, ele pode magnetizar ferro e aço em seu corpo, podendo ficar maior, como um monstro de ferro. Ele também pode repelir ferro e aço.
Electro, pode também, absorver energia ambiente, a fim de ficar mais poderoso.
Certa vez, ele já aumentou seus poderes para níveis quase incalculáveis, derrotando o Homem-Aranha. Como sempre, Parker volta e derrota Electro.
Electro nunca conseguiu uma derrota "completa" sobre Homem-Aranha.
Isso se dá, por Parker o derrotar de formas simples, tal como juntando suas mãos e pés, ou jogando-lhe água em cima, assim, causando um curto nos seus poderes.
Recentemente, seus poderes foram novamente ampliados, a ponto de conseguir tornar o próprio corpo em eletricidade, conseguido propagar-se através de aparelhos elétricos e outros objetos.ele agora e 100 de energia no corpo dele

## Em outras mídias

### Desenhos animados
- É um dos vilões da série do Homem Aranha, de 1966.
- É um dos vilões da série Homem-Aranha e Seus Amigos, de  1984.
- Em Homem Aranha: A série Animada Electro é um russo, filho de Caveira Vermelha e irmão de Camaleão. Ele tem poderes sobre todas as coisas do mundo que possuem eletricidade. É derrotado por Homem Aranha, Capitão América e os cinco parceiros do capitão.
- Em Homem-Aranha: Ação Sem Limites de 1999, aparece uma contraparte Bestial dele na Contra-Terra sendo uma enguia elétrica que se rivaliza com o Homem Aranha em um dos episódios.
- Em Homem-Aranha 3D, é um dos poucos vilões dos quadrinhos a aparecer no desenho. Max Dillon era um nerd amigo de Peter Parker que queria muito se tornar popular e ganhar respeito. Após ser humilhado, Max é violentamente eletrocutado e se torna Electro. Ele somente aparece três vezes no desenho, na última aparição ele aparentemente morre.
- Em The Spectacular Spider-Man de 2008, a versão mostrada do personagem é um pouco diferente dos quadrinhos. Max era um empregado de Curt Connors que após cair num aquário com enguias elétricas, seu corpo começa a gerar uma bioenergia. Ele passa a usar uma roupa protetora para controlar os seus poderes, contudo sua insanidade o leva para o mundo do crime.

### Cinema
Electro é o vilão principal no filme O Espetacular Homem-Aranha 2: A Ameaça de Electro onde é interpretado por Jamie Foxx, sua origem é bem diferente das HQ's, pela diferença com o uniforme, a sua aparência, e seu trabalho, sendo empregado da Oscorp, sofrendo um acidente ao cair em um tanque de enguias magnéticas.
Retorna no filme Spider-Man: No Way Home, reinterpretado por Jamie Foxx. O personagem abandona seu design azul de The Amazing Spider-Man 2 para um que faz referência a sua aparência dos quadrinhos.

### Jogos
- Apareceu no jogo Spider-Man 2: Enter Electro, como penúltimo chefe onde queria o aparelho Bio-Nexus-Device,que podia ampliar seus poderes, e junto com a jóia Zeus Tear, "Electro dança com os deuses!!!", nas suas próprias palavras, o que queria dizer que ele seria imbatível a ponto de torná-lo um deus, assim, se tornando Hyper-Electro, o último chefe do jogo. Mas como sempre, o Cabeça-de-teia o derrotou.

- Aparece no Marvel Ultimate Alliance 2: Fusion, e é o segundo chefe do jogo.

- Aparece no jogo Spiderman: Web of Shadows como um dos chefes do jogo.

- Aparece no jogo Ultimate Spider-Man como um chefe.

- No jogo Spider-Man: Shattered Dimensions é um dos chefes que enfrenta o Ultimate Homem-Aranha.
- Aparece em Marvel's Spider-Man